# Thomas Siefer
Thomas Siefer (* 1956 in Hamburg) ist ein deutscher Eisenbahningenieur, Hochschullehrer und geschäftsführender Leiter des Instituts für Verkehrswesen, Eisenbahnbau und -betrieb  an der Technischen Universität Braunschweig.

## Leben
Thomas Siefer studierte bis 1981 Bauingenieurwesen an der Universität Hannover. Das zweite Staatsexamen als Bauassessor legte er 1984 bei der Deutschen Bundesbahn ab. Im Rahmen einer Abordnung von der Deutschen Bundesbahn an die Universität Hannover promovierte er 1989 am Institut für Verkehrswesen, Eisenbahnbau und -betrieb. Seit 1989 war er in verschiedenen Positionen bei der Deutschen Bundesbahn und später bei DB Netze der Deutschen Bahn tätig. Von 1994 bis 1997 leitete er im Rahmen der Vorbereitungen der EXPO 2000 in Hannover die Abteilung Betriebliche Konzeption der S-Bahn Hannover. 1997 wurde Thomas Siefer als Professor an die Universität Hannover berufen und leitete seitdem das Institut für Verkehrswesen, Eisenbahnbau und -betrieb. 2003 wurde er zum Advisory Professor an der Tongji-Universität Shanghai, China, ernannt. Im Rahmen des NTH-Prozesses erfolgte eine Konzentration der Verkehrsinstitute in Braunschweig, sodass auch das Institut für Verkehrswesen, Eisenbahnbau und -betrieb an die TU Braunschweig umzog. Siefer ist Vizepräsident der Deutschen Verkehrswissenschaftlichen Gesellschaft.
Siefer forscht insbesondere zu Aspekten des Eisenbahnbetriebs, wie z. B. Fahrwegtechnologie und Betriebsoptimierung.